# Maldon District
Maldon är ett distrikt (motsvarande kommun) i grevskapet Essex i England, Storbritannien. Distriktet har 67 554 invånare (2022). 
Enda större orten i distriktet är huvudorten Maldon.

## Civil parishes
Distriktet består av 34 civil parishes: Althorne, Asheldham, Bradwell-on-Sea, Burnham-on-Crouch, Cold Norton, Dengie, Goldhanger, Great Braxted, Great Totham, Hazeleigh, Heybridge, Heybridge Basin, Langford, Latchingdon, Little Braxted, Little Totham, Maldon, Mayland, Mundon, North Fambridge, Purleigh, Southminster, St. Lawrence, Steeple, Stow Maries, Tillingham, Tollesbury, Tolleshunt D'Arcy, Tolleshunt Knights, Tolleshunt Major, Ulting, Wickham Bishops, Woodham Mortimer och Woodham Walter.